# Howell Cobb
Pour les articles homonymes, voir Cobb.
Thomas Howell Cobb, né le 7 septembre 1815 dans le comté de Jefferson (Géorgie) et mort le 9 octobre 1868 à New York, est un homme politique américain.
Il est élu à quatre reprises à la Chambre des représentants des États-Unis à partir de 1843 (pour l'État at-large de Géorgie puis pour son 6e district), assemblée qu'il présida du 22 décembre 1849 au 4 mars 1851, avant d'être élu au poste de gouverneur de Géorgie pour un unique mandat, du 5 novembre 1851 au 9 novembre 1853. Il est membre du cabinet du président James Buchanan en tant que secrétaire du Trésor entre 1858 et 1860 (United States Secretary of the Treasury).
Lors de la Guerre de Sécession, il fut au service de la Géorgie et des États confédérés d'Amérique, il présida le Congrès provisoire des États confédérés du 4 février 1861 au 17 février 1862.

## Biographie
Thomas H. Cobb est l'un des signataires de la Constitution provisoire des États confédérés au titre de l'État de Géorgie et préside le Congrès provisoire.

## Postérité
Comme ancien speaker de la Chambre des Représentants, son portrait figurait dans le hall d'accès à l'hémicycle. Le 18 juin 2020, à la veille du 175e anniversaire de Juneteenth, à la demande de Nancy Pelosi, ce portrait a été décroché en même temps que celui de trois autres anciens speakers - Robert M. T. Hunter, James Lawrence Orr et Charles Frederick Crisp - ayant servi dans les rangs confédérés